# Quinquagesima
De zondag quinquagesima (Dominica in Quinquagesima in het Latijn) is de benaming voor de zondag vóór Aswoensdag. De naam komt oorspronkelijk uit het Latijn quinquagesimus (vijftigste), dit verwijst naar de vijftig dagen voor Goede Vrijdag.
Bij de aanpassing van de liturgische kalender na het Tweede Vaticaans Concilie werden de drie zondagen van de voorvasten (septuagesima, sexagesima en quinquagesima) niet meer opgenomen en vervangen door gewone zondagen door het jaar. Er zijn echter ook katholieken die de Tridentijnse liturgie vieren en de daarbij horende liturgische kalender volgen.